# Aeroportul Juiz de Fora
Aeroportul Juiz de Fora (IATA: JDF, ICAO: SBJF) este un aeroport din Minas Gerais, Brazilia ce deservește zona Juiz de Fora. Aeroportul a fost tranzitat în 2016 de 100 de pasageri. A fost numit după zona deservită.
Situat la o altitudine de 911 m, aeroportul dispune de 1 pistă.

## Infrastructură

### Piste
Aeroportul dispune de o singură pistă. Pista 2/20 are suprafața de asfalt și dimensiunile 1.535 m × 30 m. 